# 東京座
座標: 北緯35度42分1秒 東経139度45分9秒 / 北緯35.70028度 東経139.75250度
東京座（とうきょうざ）は、神田三崎町にあった歌舞伎劇場。客席は200席あり、歌舞伎座や明治座と並び東京五大劇場の一つとして数えられていた。

## 歴史
1897年（明治30年）3月開場。5代市川寿美蔵を座頭に、9代市川団十郎門下の芝居や、上方の実川延二郎（のちの2代実川延若）、中村雀三郎などの興行をし、団菊没後は中村芝翫（のち5代中村歌右衛門）が新派に対抗して「不如帰」（徳冨蘆花原作）、「乳姉妹」（菊池幽芳原作）を演じたり、坪内逍遥作「桐一葉」を1904年（明治37年）初演、やはり逍遥の「牧の方」も上演した。初代市川猿之助も金主としてしばしば出演した。
1916年（大正5年）1月、片岡松之助の義士劇を最後に閉座した。